# Neste du Moudang
Cet article concerne la Neste du Moudang. Pour l'ensemble des cours d'eau portant le nom de Neste, voir Neste (homonymie).
La Neste du Moudang est un ruisseau du Sud-Ouest de la France qui prend naissance dans les Pyrénées. C'est un affluent de la Neste d'Aure en rive droite.

## Hydronymie
Neste est aussi le nom générique de plusieurs de ses affluents comme, plus à l'ouest, gave est celui de nombreux cours d'eau des Pyrénées (affluents des gaves de Pau ou d'Oloron) en Bigorre et Béarn.

## Géographie
La Neste du Moudang est un ruisseau qui prend naissance dans le département des Hautes-Pyrénées, sur la commune de Tramezaïgues, sur le versant nord de la crête du Moudang vers 2 400 mètres d'altitude.
Elle est longue de 9,4 km, et coule au centre de la vallée du Moudang.
Au Pont du Moudang, vers 1 050 mètres d'altitude, elle se jette dans la Neste d'Aure en rive droite, en bordure de la route départementale 929.

### Communes et département traversés
Elle n'arrose, outre Tramezaïgues, que la commune d'Aragnouet.

## Affluents
Les trois affluents répertoriés par le Sandre sont de  courts ruisseaux : le ruisseau d'Héchempy (ou la Neste d'Héchempy), la Neste de Chourrious et le ruisseau de Pich Héret.

## Galerie d'images

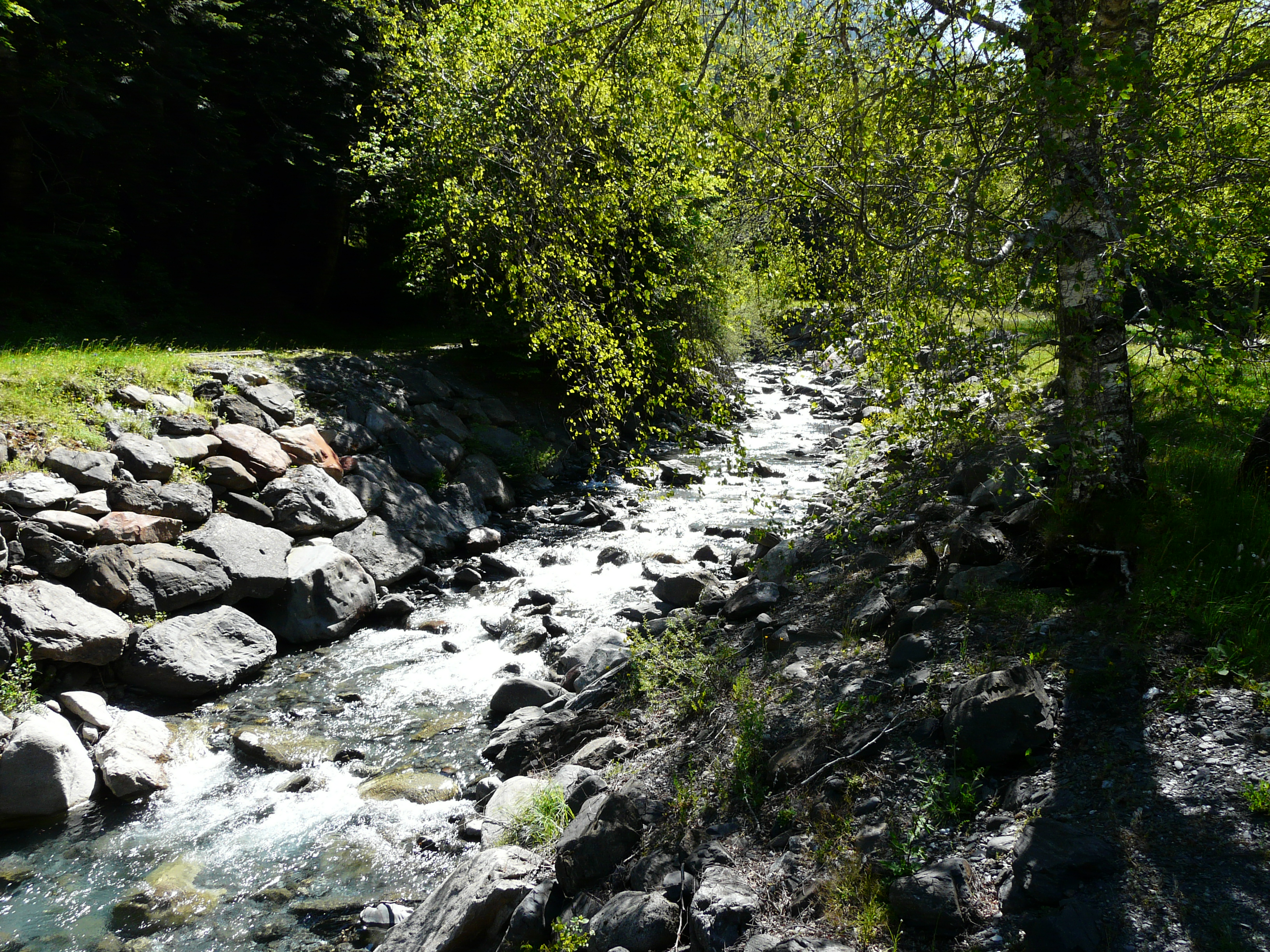
La Neste du Moudang au Pont du Moudang, vue vers l'amont.
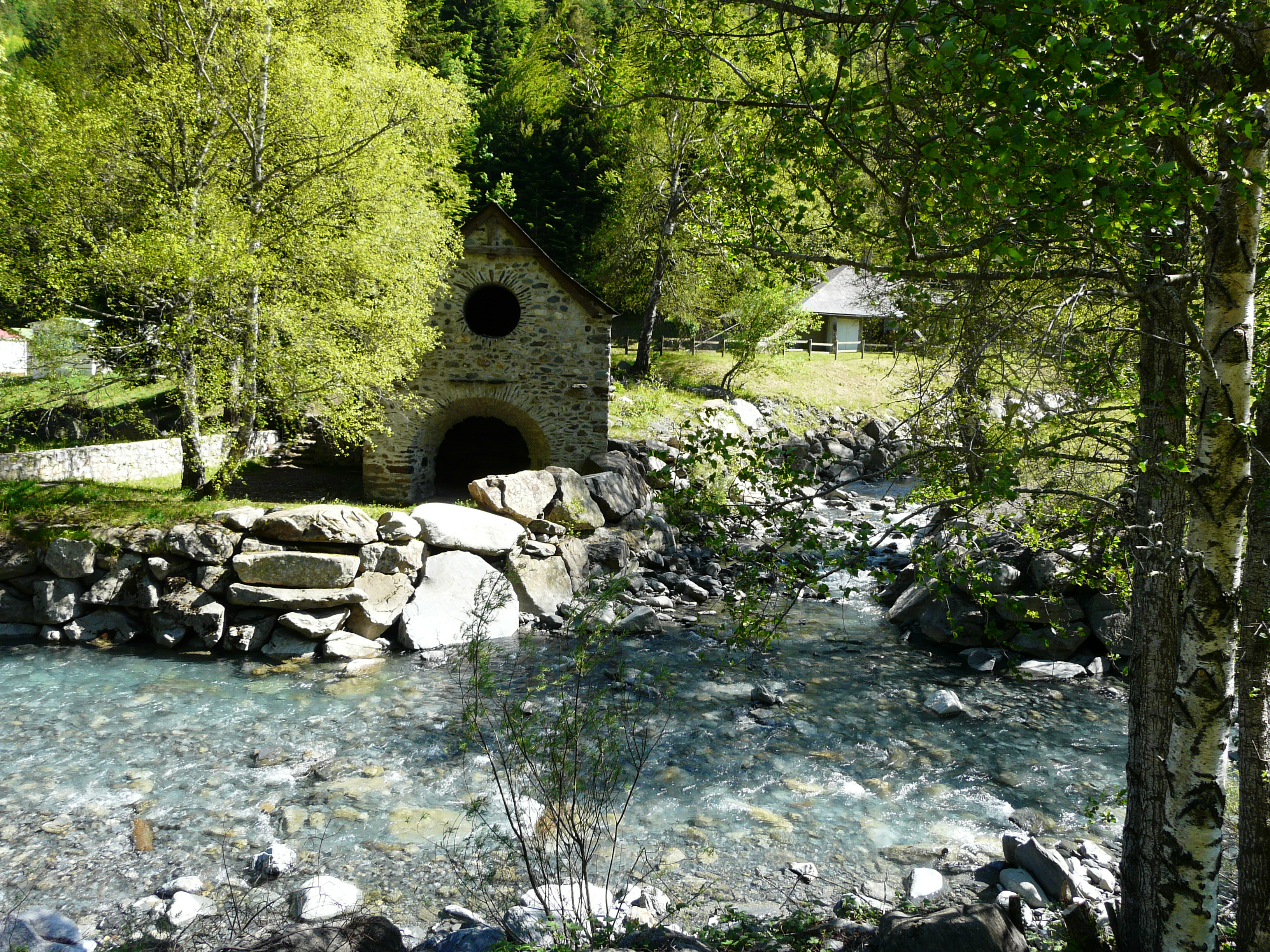
Le confluent de la Neste du Moudang (en face) et de la Neste d'Aure.